# Vlade Lazarevski
Vlade Lazarevski (en macédonien : Владе Лазаревски), né le 9 juin 1983 à Kruševac, est un footballeur international macédonien. Il est défenseur.

## Carrière
Il signe un contrat de 2 ans en faveur de l'Amiens Sporting Club Football le vendredi 10 juin 2011. 

### Palmarès
- Vainqueur de la Coupe de Pologne : 2007
- Vainqueur de la Coupe de la Ligue de Pologne : 2007 et 2008